# 夢之旅
夢之旅，是日本純種競賽馬匹。生涯活躍於中長途賽事，曾於2009年稱霸春秋大獎賽並獲得最佳4歲及以上雄馬頭銜。

## 出賽前
2004年2月24日出生於北海道白老町白老牧場，成長途中於一口馬主俱樂部Sunday Racing Co. Ltd.進行馬主募集。
其後交由栗東訓練中心練馬師池江泰壽訓練。

## 競賽生涯

### 2歲
2006年9月3日出戰新潟競馬場2歲新馬戰，由蛯名正義策騎下成功獲得首勝。
其後出戰公開賽芙蓉錦標，再次以凌厲的後上速度奪得冠軍。
11月18日出戰東京體育盃兩歲錦標，於發生漏閘下節奏被打亂，縱使於直路上奮力加速，即未能追上前方的Fusaichi Ho O及飛翔蘋果，最終獲得第三。
12月10日出戰朝日盃未來錦標，再次於開閘後漏閘，因而需要採用後上戰術。進入直路後，其處於較後位置，但隨即響應騎師蛯名的指揮發力加速，爆發全場最佳末腳之下成功超越前方所有對手，以1/2馬位壓過第二名的桂冠戰士奪得首個一級賽冠軍。
年末，由於其於一級賽中表現優異，以211票當選最佳2歲雄馬。

### 3歲
2007年首戰爲彌生賞，僅次於新山紀念冠軍喜氣滿盈獲得第二人氣。比賽開始後，其處於中團位置追走，並一直保持穩定的節奏。進入直路後，雖然其奮力加速衝刺，但由於處於不利位置加上未能望空，最終以第三完賽。
4月15日出戰皋月賞，但表現不佳僅獲得第八。
其後出戰東京優駿（日本打吡），雖然於直路上奮起直追，但礙於比賽初段留得太後以未能對前方對手造成威脅，最終獲得第五。
秋季首戰爲神戶新聞盃，改由武豐策騎。比賽開始後，其選擇留後保持體力，並藉此等待時機。進入直路後，騎師武豐隨即指揮其衝出並開始加速，最終其成功跑出全場最快的後600米34.5秒末腳，再次奪得分級賽冠軍。
其後出戰菊花賞，獲得僅次Roc de Cambes的第二人氣。比賽開始後，其再次選擇後上戰術穩步向前，並於通過第三彎道後開始發力。進入直路後，其再次奮力加速，但仍然未能超越前方的賽駒，最終以第五完賽。
完成菊花賞後陣營打算安排其遠征香港，於香港瓶及香港盃中擇其一出戰，但受到馬流感影響下，馬匹抵港後須要接受長達1個月的隔離檢疫，因而陣營決定取消遠征。
取消遠征決定後，其被安排至滋賀縣甲賀市Greenwood Training進行短期放草，其後以鳴尾紀念作爲復出戰，但於其中以第八名落敗。

### 4歲
4月19日出戰讀賣盃，再次受到漏閘影響下以第十四大敗。
其後出戰安田紀念，改由池添謙一策騎，但於由於比賽初段處於最後方位置，即使於直路上有加速跡象仍然無法進佔先頭位置，最終以第十落敗。
8月3日出戰小倉紀念，原定由武豐策騎，但由於其被罰停賽因而繼續和池添搭檔。比賽開始後，其中團靠後位置推進，通過第三彎道後開始發力爬升至第三。進入直路後，其繼續加速並爆發末腳，最終成功超越前方的Daishin Grow獲得冠軍。
秋季首戰爲9月15日之朝日挑戰盃，於直路上再次展現優秀的加速力，以3/4馬位壓過第二的Toho Alan獲得勝利。
但其後於秋季天皇賞及有馬紀念均未能掄元，分別獲得第十及第四。

### 5歲
2009年1月25日出戰美國賽馬會盃，但於直路未能響應騎師池添的指揮進行加速，最終以第八落敗。
其後出戰中山紀念，雖然此次比賽成功於直路上加速衝刺，但未能對前方的結伴行造成威脅，最終以頸位落敗。
4月5日出戰產經大阪盃，比賽初段於中團位置推進，進入直路後開始加速，並於最後200米成功超越前方的天空深處取得領先，最終於保持優勢下以頸位壓過對手獲勝。
其後陣營決定以寶塚紀念作爲目標，原定安排其出戰金鯱賞作爲熱身，但鑑於其良好的再次以轉戰一級賽春季天皇賞。比賽開始後，其處於中團靠後位置推進，並保持穩定節奏。進入直路後，由於領放馬Silk Famous突然失速組成先行集團混亂，其趁機由大外檔位置加速衝刺，最終跑獲第三。
6月28日出戰寶塚紀念，落後於天空深處成爲第二人氣。比賽開始後，其無視前方大宇宙的快放，保持一貫穩定節奏於中團位置推進。進入直路後，其趁機由馬群中間殺出，並於正路中段超越Sakura Mega Wonder及天空深處，最終以1 3/4馬位優勢成功奪得暌違2年半的一級賽勝利。

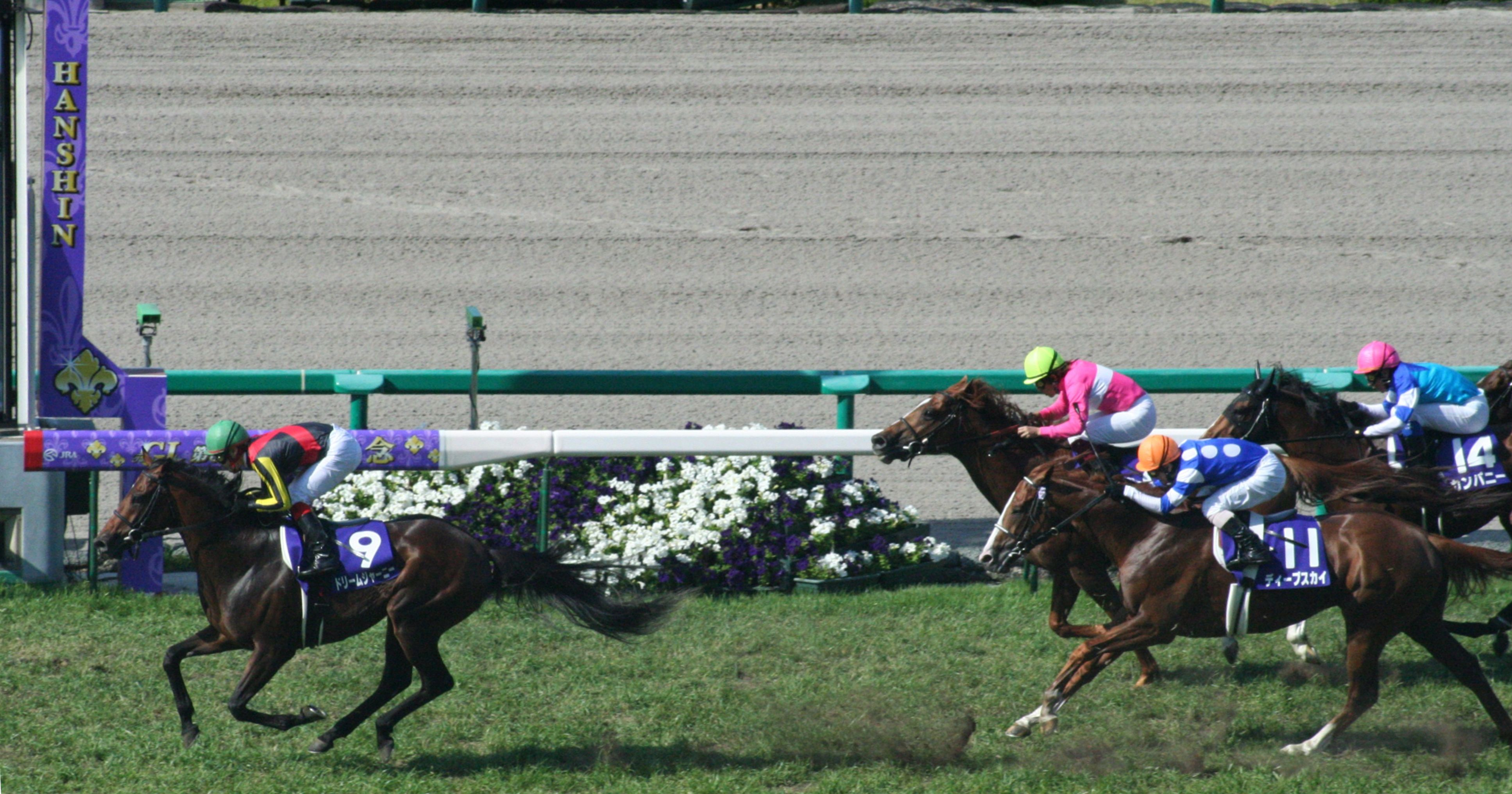
出戰寶塚紀念的夢之旅

夏季放草過後於9月27日出戰產經賞，於最後直路未能追上領放的梵高藝展，最終獲得第二。
11月1日出戰秋季天皇賞，計伏特加、Shingen及功夫巨星後成爲第四人氣。比賽開始後，其處於最後方追走，進入直路後由於身處位置過後，即使加速仍然無法置身先頭位置，最終以第六完賽。
12月27日出戰有馬紀念，面對半場比賽較快的步速，其未受到影響下於最後方追走，於通過第四彎時進佔中團位置。進入直路後，其隨即發力加大加速力度，成功於終點線前由外檔位置超越領先的迷人景致，最終以1/2馬位優勢取得冠軍。憑藉此次勝利，其成爲1984年日本賽馬引入分級制以來，計稻荷一、目白善信、草上飛、好歌劇及大震撼後第六匹稱霸春秋大獎賽的賽駒。
年末，憑藉以上的壯舉，其成功以221票當選最佳4歲及以上雄馬，但於日本馬王評選中大敗於伏特加。

### 6歲
2010年首戰爲京都紀念，於中團位置追走下，未能於直路上超越迷人景致及網絡電郵獲得第三。
其後出戰產經大敗盃，雖然直路上成功於外檔加速，但未能對處於前方有利位置的T M Encore及Golden Dahlia造成威脅，最終獲得第三。
完成產經大阪盃後，陣營以春季天皇賞爲目標，但於訓練途中發現右前腳球節腫脹以決定避戰，改爲出戰6月27日的寶塚紀念，但最終僅獲得第四。
進入秋季後於9月26日產經賞，因爲漏閘於需要於後方推進，並於比賽途中逐步爬升，可惜仍然未能追上Shingen獲得第二。
12月16日出戰有馬紀念，再次因漏閘選擇後上戰術，但受限於對差追馬較不利的慢步速，其於直路上未能進一步加速，最終以第十三大敗。

### 7歲
2011年首戰爲產經大阪盃，受到漏閘影響僅跑獲第九。
其後出戰寶塚紀念，再次受到漏閘問題影響以落後，最終未能進入寶加速下以第十落敗。
完成寶塚紀念後，陣營考慮其年齡及鬥心問題，決定安排其退役，並於9月19日於札幌競馬場舉行退役儀式。

### 詳細賽績
| 日期       | 舉辦國家 | 馬場 | 距離   | 級別   | 賽事名稱           | 負重 | 騎師     | 馬號 | 出馬 | 名次 | 時間   | 頭馬（二馬）           |
| ---------- | -------- | ---- | ------ | ------ | ------------------ | ---- | -------- | ---- | ---- | ---- | ------ | ---------------------- |
| 3/9/2006   | 日本     | 新潟 | 草1400 |        | 2歲新馬            | 54   | 蛯名正義 | 15   | 18   | 1    | 1:23.8 | （Descoberta）         |
| 30/9/2006  | 日本     | 中山 | 草1600 | OP     | 芙蓉錦標           | 54   | 蛯名正義 | 6    | 13   | 1    | 1:35.2 | （Rose Otto）          |
| 18/11/2006 | 日本     | 東京 | 草1800 | GIII   | 東京體育盃兩歲錦標 | 55   | 蛯名正義 | 8    | 12   | 3    | 1:48.8 | Fusaichi Ho O          |
| 10/12/2006 | 日本     | 中山 | 草1600 | GI     | 朝日盃未來錦標     | 55   | 蛯名正義 | 3    | 15   | 1    | 1:34.4 | （桂冠戰士）           |
| 4/3/2007   | 日本     | 中山 | 草2000 | JpnII  | 彌生賞             | 56   | 蛯名正義 | 7    | 14   | 3    | 2:00.8 | 喜氣滿盈               |
| 15/4/2007  | 日本     | 中山 | 草2000 | JpnI   | 皋月賞             | 57   | 蛯名正義 | 6    | 18   | 8    | 2:00.5 | 永威勝                 |
| 27/5/2007  | 日本     | 東京 | 草2400 | JpnI   | 東京優駿           | 57   | 蛯名正義 | 8    | 18   | 5    | 2:25.4 | 伏特加                 |
| 23/9/2007  | 日本     | 阪神 | 草2400 | JpnII  | 神戶新聞盃         | 56   | 武豐     | 14   | 15   | 1    | 2:24.7 | （淺草皇帝）           |
| 21/10/2007 | 日本     | 京都 | 草3000 | JpnI   | 菊花賞             | 57   | 武豐     | 16   | 18   | 5    | 3:05.6 | 淺草皇帝               |
| 8/12/2007  | 日本     | 阪神 | 草1800 | GIII   | 鳴尾紀念           | 56   | 武豐     | 12   | 16   | 8    | 1:47.8 | 高級玩意               |
| 19/4/2008  | 日本     | 阪神 | 草1600 | GII    | 讀賣盃             | 58   | 武豐     | 15   | 15   | 14   | 1:35.0 | 結伴行                 |
| 8/6/2008   | 日本     | 東京 | 草1600 | GI     | 安田記念           | 58   | 池添謙一 | 18   | 18   | 10   | 1:33.9 | 伏特加                 |
| 3/8/2008   | 日本     | 小倉 | 草2000 | JpnIII | 小倉紀念           | 57   | 池添謙一 | 3    | 15   | 1    | 1:57.9 | （Daishin Grow）       |
| 15/9/2008  | 日本     | 阪神 | 草2000 | GIII   | 朝日挑戰盃         | 57   | 池添謙一 | 7    | 13   | 1    | 1:58.5 | （Toho Alan）          |
| 2/11/2008  | 日本     | 東京 | 草2000 | GI     | 秋季天皇賞         | 58   | 池添謙一 | 17   | 17   | 10   | 1:58.0 | 伏特加                 |
| 28/12/2008 | 日本     | 中山 | 草2500 | GI     | 有馬記念           | 57   | 池添謙一 | 11   | 14   | 4    | 2:31.9 | 大和赤驥               |
| 25/1/2009  | 日本     | 中山 | 草2200 | GII    | 美國賽馬會盃       | 57   | 池添謙一 | 11   | 13   | 8    | 2:15.2 | 永通達                 |
| 1/3/2009   | 日本     | 中山 | 草1800 | GII    | 中山紀念           | 57   | 池添謙一 | 5    | 10   | 2    | 1:49.2 | 結伴行                 |
| 5/4/2009   | 日本     | 阪神 | 草2000 | GII    | 產經大阪盃         | 57   | 池添謙一 | 8    | 12   | 1    | 1:59.7 | （天空深處）           |
| 3/5/2009   | 日本     | 京都 | 草3    | GI     | 春季天皇賞         | 58   | 池添謙一 | 12   | 18   | 3    | 3:14.7 | 逐鹿沙場               |
| 28/6/2009  | 日本     | 阪神 | 草2200 | GI     | 寶塚紀念           | 58   | 池添謙一 | 9    | 14   | 1    | 2:11.3 | （Sakura Mega Wonder） |
| 27/9/2009  | 日本     | 中山 | 草2200 | GII    | 產經賞             | 59   | 池添謙一 | 9    | 15   | 2    | 2:11.7 | 梵高藝展               |
| 1/11/2009  | 日本     | 東京 | 草2000 | GI     | 秋季天皇賞         | 58   | 池添謙一 | 12   | 18   | 6    | 1:58.0 | 結伴行                 |
| 27/12/2009 | 日本     | 中山 | 草2500 | GI     | 有馬記念           | 57   | 池添謙一 | 9    | 16   | 1    | 2:30.0 | （迷人景致）           |
| 20/2/2010  | 日本     | 京都 | 草2200 | GII    | 京都記念           | 59   | 池添謙一 | 7    | 13   | 3    | 2:14.7 | 迷人景致               |
| 4/4/2010   | 日本     | 阪神 | 草2000 | GII    | 產經大阪盃         | 59   | 池添謙一 | 8    | 12   | 3    | 1:59.6 | T M Encore             |
| 27/6/2010  | 日本     | 阪神 | 草2200 | GI     | 寶塚紀念           | 58   | 池添謙一 | 18   | 17   | 4    | 2:13.3 | 中山慶典               |
| 26/9/2010  | 日本     | 中山 | 草2200 | GII    | 產經賞             | 59   | 池添謙一 | 3    | 10   | 2    | 2:11.4 | Shingen                |
| 26/12/2010 | 日本     | 中山 | 草2500 | GI     | 有馬記念           | 57   | 池添謙一 | 12   | 15   | 13   | 2:33.8 | 比薩勝駒               |
| 3/4/2011   | 日本     | 阪神 | 草2000 | GII    | 產經大阪盃         | 58   | 池添謙一 | 7    | 15   | 9    | 1:58.9 | 萬千寵愛               |
| 26/6/2011  | 日本     | 阪神 | 草2200 | GI     | 寶塚紀念           | 58   | 池添謙一 | 10   | 16   | 10   | 2:11.9 | 熱誠真摯               |

## 退役後
退役後，夢之旅成爲了配種馬，於北海道安平町社台Stallion Station休養，在2012年進行配種，配種費爲200萬日圓。首批子嗣於2013年出生。首批子嗣可於2015年出賽。2020年2月22日，Miraieno Tsubasa在鑽石錦標取勝，成爲首匹勝出分級賽的子嗣。

### 主要子嗣

#### 分級賽優勝子嗣
2013年生
- Miraieno Tsubasa（鑽石錦標）

2017年生
- 寰宇旅者（鳴尾紀念、日經新春盃）

2018年生
- 遊遍汪洋（中山牝馬錦標）

## 血統簡介
父系黃金旅程爲日本賽駒，因善戰但長達2年半未能取得分級賽優勝的經歷被稱為「稀世的銀銅牌收藏家」，後於引退戰的香港瓶獲勝而成為首匹贏得海外一級賽冠軍的純日本國產賽馬。退役後配種成績非常優秀。祖父週日寧靜是美國三冠賽兩勝馬，退役後在日本配種，在日本馬壇相當成功，贏得多項分級賽事，其子嗣贏得巨額獎金。
母系Oriental Art爲日本賽駒，生涯戰績可圈可點，曾勝出三場頭馬。外祖父目白麥昆亦爲日本賽駒，生涯戰績彪炳，曾連霸春季天皇賞，被譽爲日本賽馬史上最強的長途馬之一。

### 血統表
| 父線：週日寧靜系（Halo系）           |                            |                 |                 |
| 種馬 黃金旅程 1994年（深棗色）       | 週日寧靜 1986年（棕色）    | Halo            | Hail to Reason  |
| 種馬 黃金旅程 1994年（深棗色）       | 週日寧靜 1986年（棕色）    | Halo            | Cosmah          |
| 種馬 黃金旅程 1994年（深棗色）       | 週日寧靜 1986年（棕色）    | Wishing Well    | Understanding   |
| 種馬 黃金旅程 1994年（深棗色）       | 週日寧靜 1986年（棕色）    | Wishing Well    | Mountain Flower |
| 種馬 黃金旅程 1994年（深棗色）       | Golden Sash 1988年（栗色） | Dictus          | Sanctus         |
| 種馬 黃金旅程 1994年（深棗色）       | Golden Sash 1988年（栗色） | Dictus          | Doronic         |
| 種馬 黃金旅程 1994年（深棗色）       | Golden Sash 1988年（栗色） | Dyna Sash       | 北方風味        |
| 種馬 黃金旅程 1994年（深棗色）       | Golden Sash 1988年（栗色） | Dyna Sash       | Royal Sash      |
| 繁殖雌馬 Oriental Art 1997年（栗色） | 目白麥昆 1987年（灰色）    | Mejiro Titan    | Mejiro Asama    |
| 繁殖雌馬 Oriental Art 1997年（栗色） | 目白麥昆 1987年（灰色）    | Mejiro Titan    | Cheryl          |
| 繁殖雌馬 Oriental Art 1997年（栗色） | 目白麥昆 1987年（灰色）    | Mejiro Aurora   | Remand          |
| 繁殖雌馬 Oriental Art 1997年（栗色） | 目白麥昆 1987年（灰色）    | Mejiro Aurora   | Mejiro Iris     |
| 繁殖雌馬 Oriental Art 1997年（栗色） | Electro Art 1986年（栗色） | 北方風味        | 北地舞人        |
| 繁殖雌馬 Oriental Art 1997年（栗色） | Electro Art 1986年（栗色） | 北方風味        | Lady Victoria   |
| 繁殖雌馬 Oriental Art 1997年（栗色） | Electro Art 1986年（栗色） | Grandma Stevens | Lt. Stevens     |
| 繁殖雌馬 Oriental Art 1997年（栗色） | Electro Art 1986年（栗色） | Grandma Stevens | Dhow            |
| 雌系：Rosie Ogrady系（號族：8-c）    |                            |                 |                 |
| 五代內近親交配：北方風味 4×3         |                            |                 |                 |

## 命名由來
名字Dream Journey（ドリームジャーニー）即是「夢想的旅程」，聯想自父系黃金旅程的名字，香港則簡化翻譯為「夢之旅」。

## 外部連結
- 夢之旅 netkeiba.com （页面存档备份，存于）
- 血統表 （页面存档备份，存于）